# Terra incognita (cuento de 1975)
Terra incognita es un cuento del escritor peruano Julio Ramón Ribeyro, fechado en París en agosto de 1975. Posteriormente fue publicado como parte del libro de cuentos Silvio en El Rosedal de 1977. Es el único cuento donde Ribeyro toma la homosexualidad de uno de sus personajes como hilo conductor de la historia.

## Argumento
El doctor Álvaro Peñaflor, profesor de filosofía y especialista en letras clásicas, se ha quedado sin la compañía de su esposa y sus hijas, quienes han partido de viaje. Así, una noche, abandona su despacho y biblioteca, que es su lugar de refugio, para recorrer las calles de Lima y aventurarse por barrios desconocidos. Tras deambular por Miraflores, se interna en Surquillo y entra en un bar, donde conoce a un chofer afroperuano a quien invita a su casa.

## Análisis
Además de presentar una detallada descripción de algunos lugares limeños, Ribeyro indaga en diversos temas, como el entorno socioeconómico del personaje principal, Álvaro Peñaflor, un hombre cincuentón de gustos refinados y que reside en Monterrico, una zona acomodada; y la autoexploración de la sexualidad que realiza Peñaflor, quien se siente atraído por una mujer solitaria, por un joven de aspecto andrógino, y finalmente por un fornido hombre negro, de origen popular, con quien termina bebiendo cerveza y manteniendo una conversación donde el choque cultural se hace evidente. Tras una serie de comparaciones entre la musculatura que exhibe su invitado y las esculturas griegas que tanto admira, se revela que Peñaflor siente atracción homoerótica por la persona con quien comparte, ya en su domicilio, algunas bebidas alcochólicas. El cuento finaliza con una vuelta a su normalidad cotidiana, habiendo explorado el protagonista aspectos inéditos de su personalidad.